# Diplocephalus bifurcatus
Diplocephalus bifurcatus är en spindelart som beskrevs av Andrei V. Tanasevitch 1989. Diplocephalus bifurcatus ingår i släktet Diplocephalus och familjen täckvävarspindlar.
Artens utbredningsområde är Turkmenistan. Inga underarter finns listade i Catalogue of Life.